# Colona jagori
Colona jagori là một loài thực vật có hoa trong họ Cẩm quỳ. Loài này được (Warb.) Burret mô tả khoa học đầu tiên năm 1926.